# العلاقات الإسواتينية الجنوب إفريقية
العلاقات الإسواتينية الجنوب أفريقية هي العلاقات الثنائية التي تجمع بين إسواتيني وجنوب أفريقيا.

## مقارنة بين البلدين
هذه مقارنة عامة ومرجعية للدولتين:
| وجه المقارنة                                              | إسواتيني                                   | جنوب أفريقيا |
| --------------------------------------------------------- | ------------------------------------------ | --- |
| المساحة (كم2)                                             | 17.36 ألف                                  | 1.22 مليون |
| عدد السكان (نسمة)                                         | 1.37 مليون                                 | 57.73 مليون |
| الكثافة السكانية (ن./كم²)                                 | 78.92                                      | 47.32 |
| العاصمة                                                   | لوبامبا، مبابان                            | بريتوريا، بلومفونتين، كيب تاون |
| اللغة الرسمية                                             | لغة إنجليزية، لغة سوازي                    | لغة إنجليزية، اللغة الأفريقانية، اللغة النديبلي الجنوبية، اللغة السوثو الشمالية، اللغة السوتية، لغة سوازي، اللغة التسونجا، اللغة التسوانية، اللغة الفيندية، اللغة الكوسية، اللغة الزولوية |
| العملة                                                    | ليلانغيني سوازيلندي                        | راند جنوب أفريقي |
| الناتج المحلي الإجمالي (بليون دولار)                      | 4.41 مليار                                 | 349.42 مليار |
| الناتج المحلي الإجمالي (تعادل القوة الشرائية) بليون دولار | 11.13 مليار                                | 725.91 مليار |
| الناتج المحلي الإجمالي الاسمي للفرد دولار أمريكي          | 3.20 ألف                                   | 5.72 ألف |
| الناتج المحلي الإجمالي للفرد دولار أمريكي                 | 8.29 ألف                                   | 13.05 ألف |
| مؤشر التنمية البشرية                                      | 0.531                                      | 0.666 |
| رمز المكالمات الدولي                                      | +268                                       | +27 |
| رمز الإنترنت                                              | .sz                                        | .za |
| المنطقة الزمنية                                           | التوقيت القياسي لجنوب أفريقيا، ت ع م+02:00 | ت ع م+02:00، أفريقيا/جوهانسبرغ ‏ |

## منظمات دولية مشتركة
يشترك البلدان في عضوية مجموعة من المنظمات الدولية، منها:
| علم المنظمة | اسم المنظمة                                 | تاريخ انضمام إسواتيني | تاريخ انضمام جنوب أفريقيا |
| ----------- | ------------------------------------------- | --------------------- | ------------------------- |
|             | وكالة ضمان الاستثمار متعدد الأطراف          | 18 أبريل 1990         | 10 مارس 1994              |
|             | الأمم المتحدة                               | 24 سبتمبر 1968        | 7 نوفمبر 1945             |
|             | دول الكومنولث                               | ?                     | 11 ديسمبر 1931            |
|             | منظمة حظر الأسلحة الكيميائية                | ?                     | ?                         |
|             | منظمة التجارة العالمية                      | ?                     | 1995                      |
|             | منظمة الشرطة الجنائية الدولية               | ?                     | ?                         |
|             | الاتحاد الأفريقي                            | ?                     | 6 يونيو 1994              |
|             | البنك الإفريقي للتنمية                      | ?                     | ?                         |
|             | مؤسسة التنمية الدولية                       | 22 سبتمبر 1969        | 12 أكتوبر 1960            |
|             | يونسكو                                      | 25 يناير 1978         | 4 نوفمبر 1946             |
|             | مجموعة دول أفريقيا والكاريبي والمحيط الهادئ | ?                     | ?                         |
|             | مجموعة التنمية لأفريقيا الجنوبية            | ?                     | ?                         |
|             | الاتحاد البريدي العالمي                     | ?                     | ?                         |
|             | البنك الدولي للإنشاء والتعمير               | 22 سبتمبر 1969        | 27 ديسمبر 1945            |
|             | الاتحاد الدولي للاتصالات                    | 11 نوفمبر 1970        | 1910                      |
|             | مؤسسة التمويل الدولية                       | 22 سبتمبر 1969        | 3 أبريل 1957              |

## وصلات خارجية
- موقع وزارة الخارجية الجنوب أفريقية